# イラク航空
イラク航空（イラクこうくう、阿: الخطوط الجوية العراقية、英: Iraqi airways）は、イラクの航空会社で、中近東で最も古い歴史をもつ航空会社の一つである。また、アラブ航空会社機構 (Arab Air Carriers Organization) の一員である。

## 概要

### 運航開始
イラク航空は第二次世界大戦終結後の1946年に運航を開始した。その後ビッカース バイカウントなどの新型機材を導入し、徐々に路線網を拡大して行った。冷戦下において政権が変わった度に西側と東側の両方の航空機を購入したため、1960年代にはイギリスのホーカー・シドレー トライデントとソビエト連邦のツポレフTu-124を同時に運航していたこともあった。

### 拡大

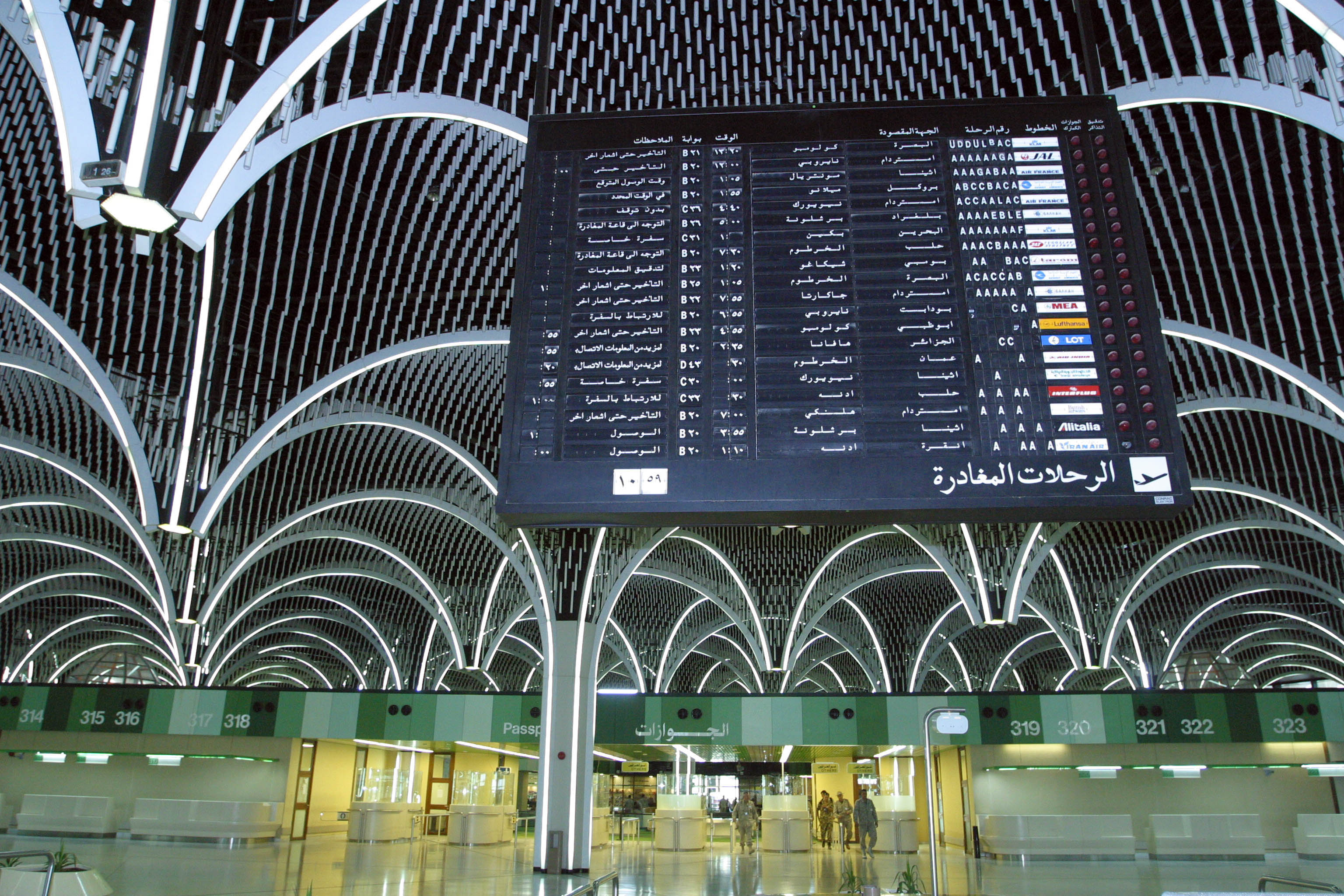
バグダード国際空港のターミナルビル内部

1970年代に入り、石油価格の高騰を受けた好況の影響を受けて、ボーイング707やボーイング747などの大型機を相次いで導入し、ロンドン、東京、バンコク、ニューヨーク、モスクワやリオデジャネイロなどの世界の主要都市にその路線を拡大した他、近距離国際線や国内線用にボーイング727などの当時の最新鋭機を導入するなど、機材の更新を推し進めた。また1980年代頭にはバグダード国際空港のターミナルが新装し、中東におけるハブ空港の地位を目指した。

### イラン・イラク戦争と湾岸戦争
しかし、1979年にサッダーム・フセイン政権が成立し、その後の1980年に起きたイラン・イラク戦争により、国際線の一部が運航休止になった。1988年には休止していた国際線の運航を本格的に再開したものの、そのわずか2年後の1990年にイラクが隣国のクウェートに侵攻したことで、殆どの国際線の運航が休止となってしまった。なおこの際にクウェート航空が運航していたボーイング767やクウェート国際空港に駐機していた外国機を接収し、自社機材とした。

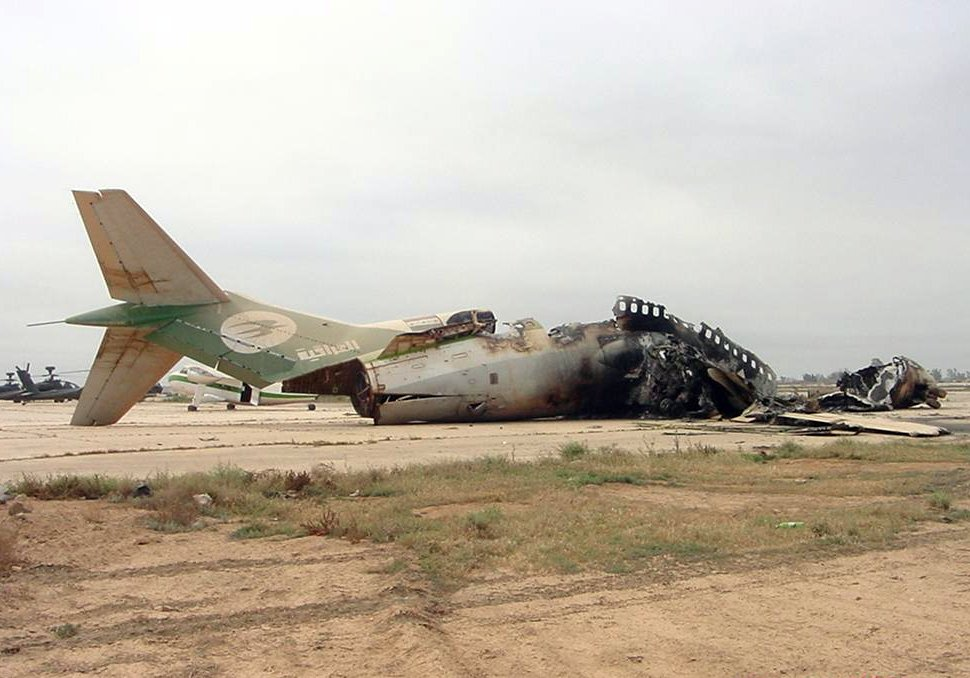
アメリカ軍の爆撃により破壊されたボーイング727

1991年に発生した湾岸戦争でアメリカを主力とする多国籍軍の攻撃を受けたため、保有機材の多くが破壊されてしまった。終戦後も、国連による制裁によって国際線の運航がメッカ巡礼のための「ハッジフライト」に限られただけでなく、国内に飛行禁止区域が設けられたことから、殆どの機材がバグダード国際空港をはじめとする国内の空港で地上保存状態にせざるを得なくなってしまった。
その上に、地上保存されていたボーイング747-SPやボーイング737-200などの所有機材の多くは、就航できない上に予算が枯渇したためには殆ど整備が行われなかっただけでなく、多くの部品が盗難にあってしまったために、大規模な修繕を行わない限り二度と飛行できない状態になってしまった。また、湾岸戦争以前の1980年代後半にエアバスA310を5機発注していたが、クウェート侵攻で宙に浮いてしまい、建造されないまま2007年にA310自体が製造中止となった。

### イラク戦争
追い討ちをかけるように、2003年3月にアメリカやイギリスを始めとする多国籍軍がイラクを攻撃し、イラク戦争が開戦したことで、バグダードなどのイラク各地に地上保存されていたボーイング727-200やイリューシンIl-76などの多くの機材が、多国籍軍の攻撃を受けて完全に破壊されてしまった。

### 復興
しかし、アメリカなどの多国籍軍によりサッダーム・フセインが追放（その後処刑）され、新政権が樹立された後に、イラク航空は政府の国営からエア・イラク社に経営が移管され、2004年10月には新体制下における第1便として、需要の高いバグダード-アンマン線の運航を開始した。
その後アメリカ政府などから資金援助を受けて2004年にボーイング767-200型機などの中古機材の提供を受けた他、これまでバグダード国際空港内に放置されていたボーイング737-200型機やイリューシンIL-76などいくつかの残存機が再び使用できるように整備を受けた。2005年6月には、イラク戦争後初の国内線である、バグダード-バスラ線の運航を再開しほか、バグダード-テヘラン線やバグダード-イスタンブール線などの国際線を開設した。

### 新生イラク航空
2010年5月、イラク航空の解散が決まり清算に入った。
背景にクウェートが湾岸戦争での損害賠償をイギリスの裁判所で求め、イラク航空の資産凍結の判決がある。
イラク政府は新たに設立する民間の航空会社に航空事業をさせる見込みであったが、2012年10月にイラク政府がクウェート政府に5億ドルを支払う代わりにクウェート側が英国にある法律顧問事務所に対して（英裁判所に対する)イラク航空に対する全ての申し立てを取り下げることで合意した。
またこの件についてはクウェートのサバーハ首長も首長令を発して金銭的解決に同意し、2013年1月に国民議会も本合意を承認した。
イラク政府はこれを受けて、イラク航空の解散はせずに会社を存続させることを正式に決定した。
湾岸危機以来、大型機の運用を見合わせてきたが、2010年以降、ボーイング767-300ER、ボーイング747-400を導入した。されに、2012年にはエアバスA330-200とボーイング777-200LRを1機ずつ導入した。
また、2013年9月には中国の北京・上海・広州に就航予定であることを正式に発表し、マレーシアのクアラルンプールへの運航を開始した。
2014年8月、イラク航空は航空券の電子予約サービス開始を発表し、ボーイング777-200LRで中国の広州への運航を開始した。
2015年3月からはイギリスのマンチェスター、アルメニアのエレバンへの運航を開始し、同年6月8日からは北京への運航も開始した。

## 日本との関係

### 日本との歴史
1978年4月22日から5月19日まで約1ヶ月間、羽田空港に就航し、日本初乗り入れを果たした。羽田空港への乗り入れは約1ヶ月のみで、成田国際空港が開港すると成田発着となった。1990年8月1日までの間、バグダード-バンコク-東京/成田間をボーイング747を用いて週1便で就航していた。就航後数年間はバンコク以外にも、ドバイやムンバイも経由でも運航された。
バグダード-日本間のフライトではファーストクラスとエコノミークラスの2クラス制を採用しており、成田発とバンコク発のフライトにおいては、日本人向けの機内サービスの一環として機内食にもりそばなどの和食メニューを用意していた。日本乗り入れを中止した後も同空港の発着権を返上していなかったことから、あくまで「一時休止」扱いとなっていた。

## ロゴマーク
イラクの国旗にも使用されている汎アラブ色の中の緑を基調としており、ツバメを意味するアラビア語: سنونو（日本語読み:「スヌーヌ」）をモチーフにしたロゴマークは、尾翼マークとして長年用いられて、同社のシンボルとしても知られている。

## 各種規定
イラク航空はリコンファームの制度が残っている数少ない航空会社である。全路線とも出発の5日前又は120時間前までのリコンファーム（予約の再確認）が必要。
また2014年9月現在、マイレージプログラム等はないので注意。

## 保有機材

### 運航機材
欧州線は主にボーイング737-800、長距離路線は主にエアバス330-200、ボーイング777-200LRが使用されているが、ともに1機しか保有していないため、機材変更や遅延、欠航などが多く運航が安定しない。
イラク航空が発注したボーイング製航空機の顧客番号（カスタマーコード）は70で、型式名は737-870、747-470Cなどとなる。しかし、リース機のみで運用されているため使用されていない。前述のようにリース機が多いため、同じ機種やシリーズでも搭載エンジンが異なっている場合が多い。そのため運用や整備の効率が悪い状況となっている。

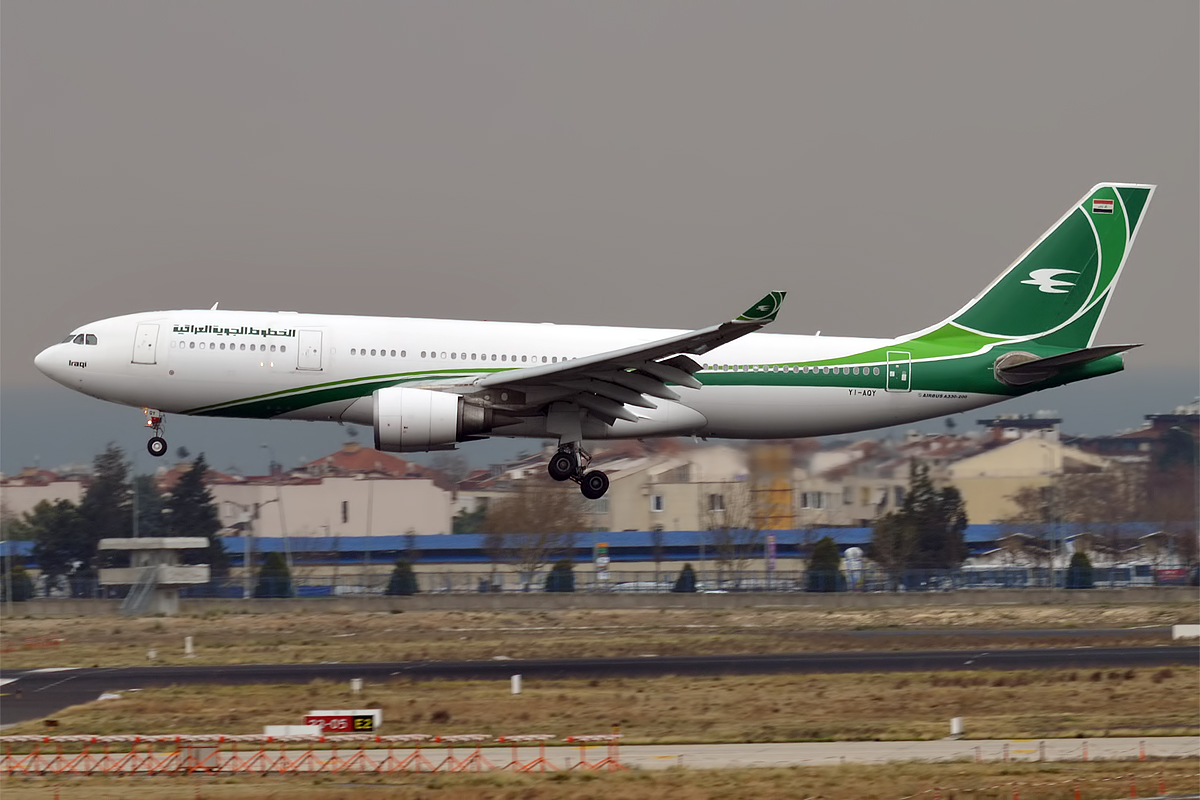
エアバスA330-200
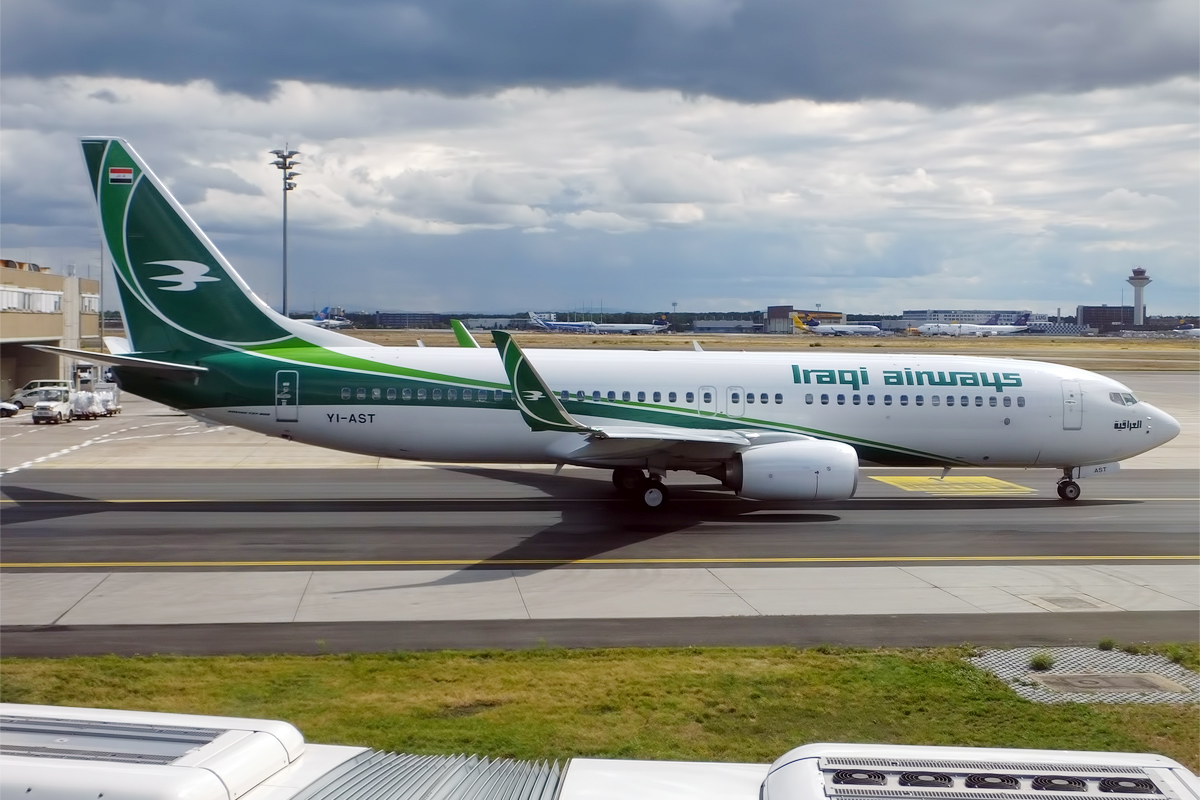
ボーイング737-800
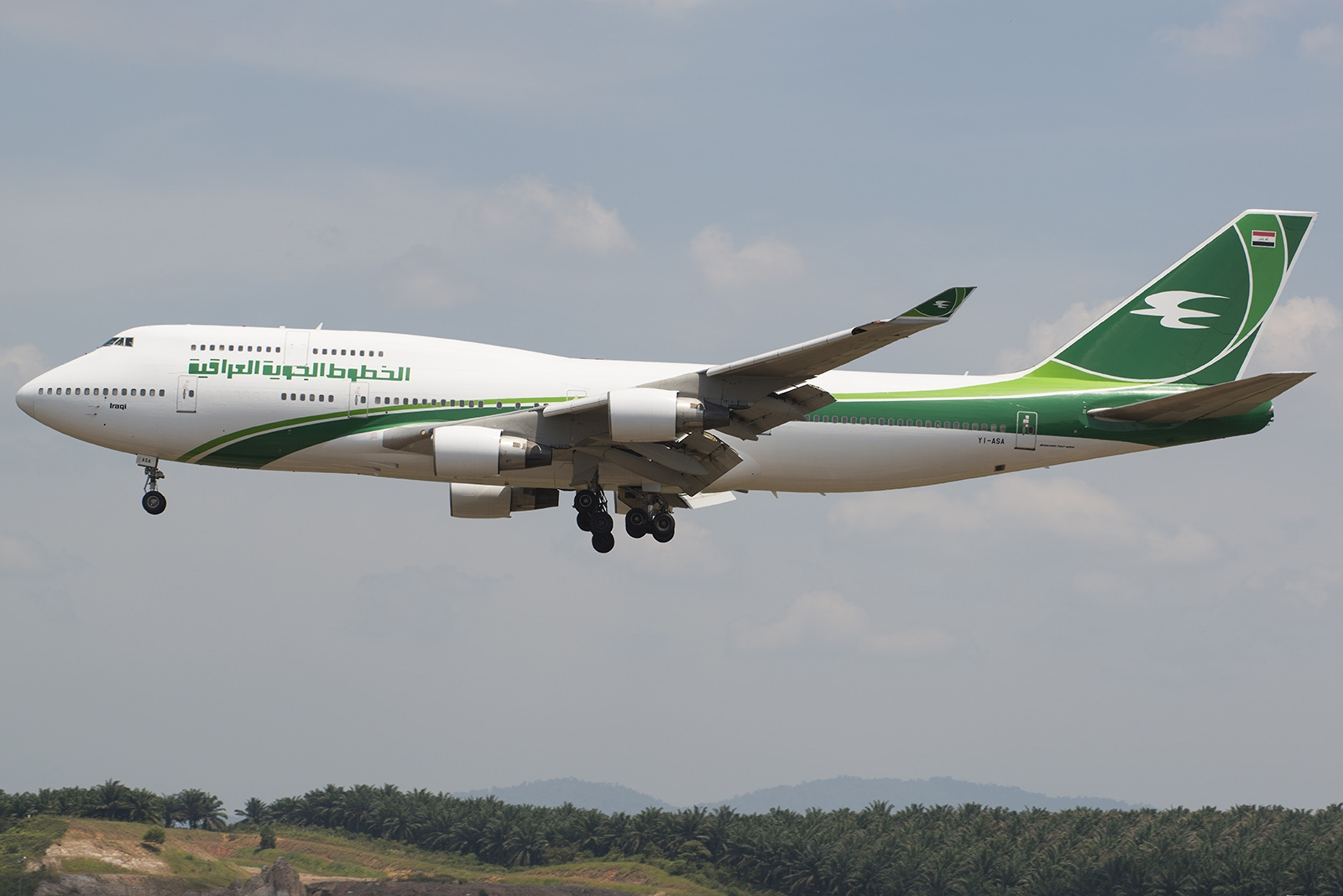
ボーイング747-400

| 機種                   | 所有数 | 発注数 | 座席数 | 座席数 | 座席数 | 備考                          |
| 機種                   | 所有数 | 発注数 | C      | Y      | 計     | 備考                          |
| ---------------------- | ------ | ------ | ------ | ------ | ------ | ----------------------------- |
| エアバスA220-300       | 5      | -      | 12     | 120    | 132    | 2021年から導入                |
| エアバスA320-200       | 3      | -      | -      | 180    | 180    | 2013年導入                    |
| エアバスA330-200       | 1      | -      | 24     | 264    | 288    | 2012年導入                    |
| ボーイング737-700      | 1      | -      |        |        |        |                               |
| ボーイング737-800      | 14     | 15     | 12     | 150    | 162    | 1機はイラク政府のVIP機(F75席) |
| ボーイング737-MAX8     | 6      |        |        |        |        | 2023年導入                    |
| ボーイング777-200LR    | 1      | —      | 14     | 350    | 364    | 2012年導入                    |
| ボーイング787-8        | 2      | 8      | 24     | 242    | 266    | 2023年から導入                |
| ボンバルディア CRJ-900 | 6      | *      |        | 90     | 90     |                               |
| 合計                   | 41     | 23     |        |        |        |                               |

- エアバスA330-200
- ボーイング737-800
- ボーイング747-400

### 退役機材
現在バグダード国際空港に、湾岸戦争以前に運航していたボーイング747SPやイリューシンIl-76、アントノフAn-24が放置されたままになっているが、長年飛行していなかっただけでなく整備を受けていない他、各種部品が盗難に遭っているなど状態が悪いために、修理はされずそのまま廃棄処分になると思われる。
- エアバスA300B4(クウェート航空からの略奪機)
- エアバスA321-200
- アントノフAn-24

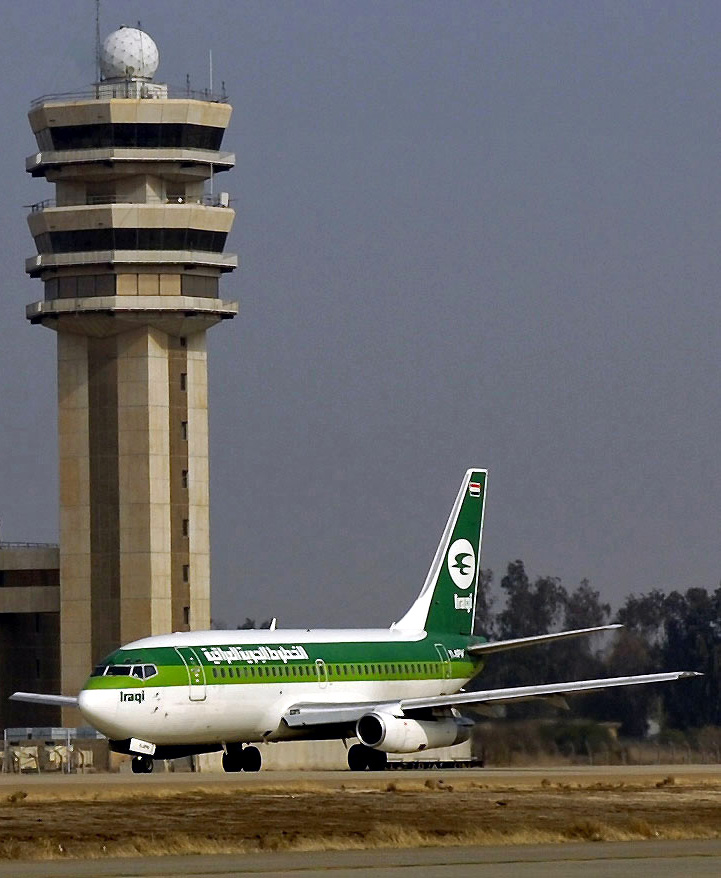
ボーイング707-320B
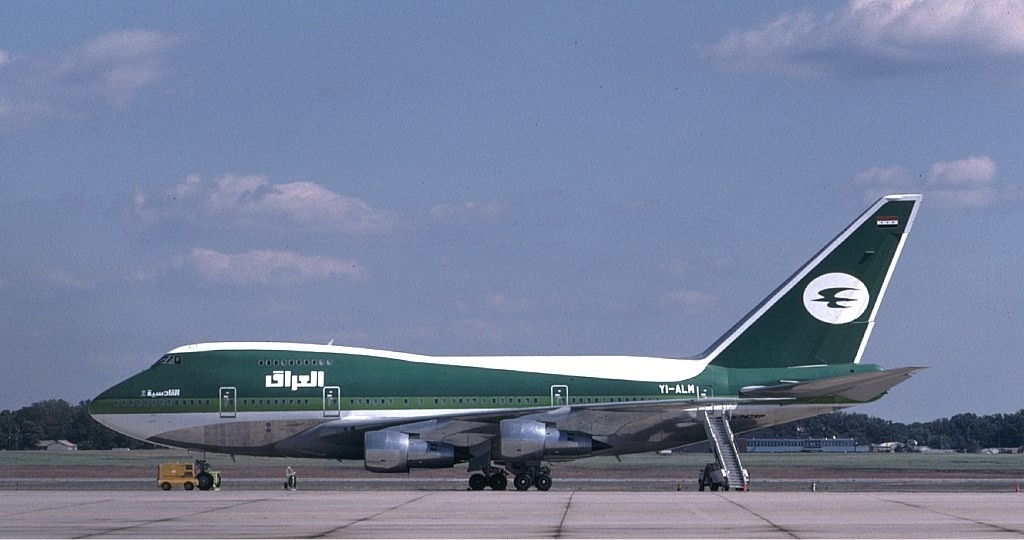
ボーイング737-200
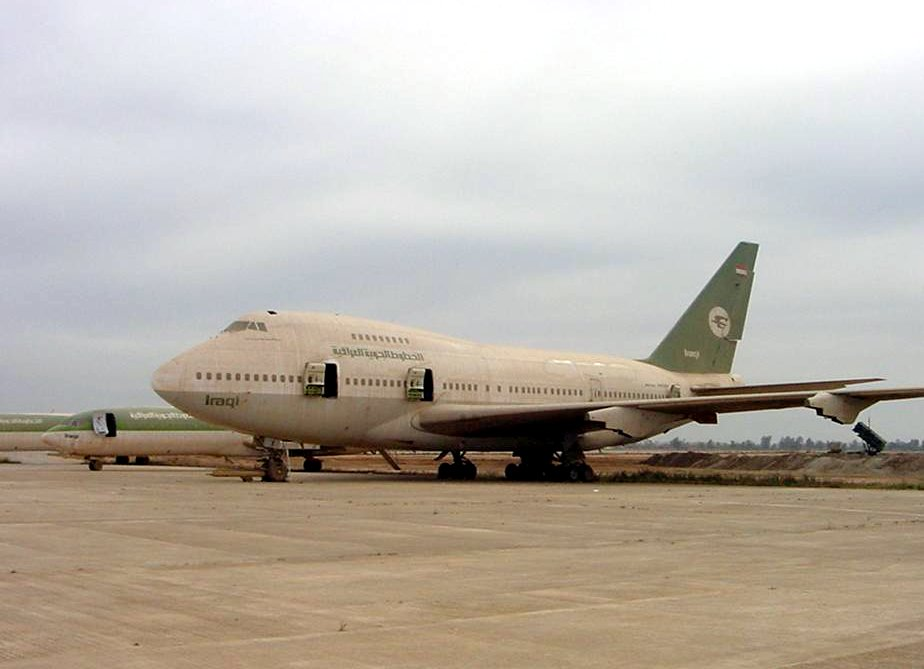
ボーイング737‐700
- ボーイング747-200C
- ボーイング747-SP
- ボーイング767-200,300ER
- イリューシンIL-76
- パイパーPA-34
- ツポレフTu-124

- ボーイング737-200
- ボーイング747-SP
- 放置されたボーイング747‐SP

## 就航都市
湾岸戦争以前はブラジル（リオネジャネイロ）や日本（東京/成田）への運航もあった。
| イラク国内                                                           | イラク国内                                             |
| -------------------------------------------------------------------- | ------------------------------------------------------ |
| バスラ、アルビル、スライマーニーヤ、バグダッド、ナジャフ、キルクーク |                                                        |
| 国際線                                                               |                                                        |
| 中国                                                                 | 北京/首都、広州                                        |
| パキスタン                                                           | イスラマバード、カラチ                                 |
| インド                                                               | デリー、ムンバイ、アフマダーバード                     |
| マレーシア                                                           | クアラルンプール                                       |
| サウジアラビア                                                       | マディーナ                                             |
| アラブ首長国連邦                                                     | ドバイ、シャルジャー                                   |
| レバノン                                                             | ベイルート                                             |
| クウェート                                                           | クウェートシティ                                       |
| ヨルダン                                                             | アンマン                                               |
| イラン                                                               | テヘラン、マシュハド、イスファハン                     |
| トルコ                                                               | アンカラ、イスタンブール、サビハ、アンタルヤ、サムスン |
| アゼルバイジャン                                                     | バクー                                                 |
| ロシア                                                               | モスクワ/ブヌコボ                                      |
| エジプト                                                             | カイロ                                                 |